# Cantó de Dangé-Saint-Romain
El cantó de Dangé-Saint-Romain és un cantó francès del departament de la Viena, situat al districte de Châtellerault. Té 8 municipis i el cap és Dangé-Saint-Romain.

## Municipis
- Buxeuil
- Dangé-Saint-Romain
- Ingrandes
- Leugny
- Les Ormes
- Oyré
- Port-de-Piles
- Saint-Rémy-sur-Creuse

## Història
| Data d'elecció                           | Identitat           | Partit                     | Qualitat |
| ---------------------------------------- | ------------------- | -------------------------- | -------- |
| 1945-1951                                | Jules Boisseau      | SFIO                       |          |
| 1951-1958                                | M. de Bony          | Divers droite              |          |
| 1958-1976                                | Pierre Marie        | radical                    |          |
| 1976-1982                                | M. Le Dantec        | Divers droite              |          |
| 1982-1994                                | Robert Stanghellini | RPR, després divers droite |          |
| 1994-                                    | Guy Monjalon        | PS                         |          |
| les dades anteriors no són pas conegudes |                     |                            |          |
|                                          |                     |                            |          |

## Demografia
| A partir de 1990: Població sense dobles comptes |